# تشارلز باكستر (كاتب)
تشارلز باكستر (بالإنجليزية: Charles Baxter)‏‏ (13 مايو 1947 في منيابولس - ) روائي من الولايات المتحدة.

## الجوائز
- Michigan Author Award [الإنجليزية]‏
- منحة فولبرايت

## روابط خارجية
- تشارلز باكستر على موقع IMDb (الإنجليزية)
- تشارلز باكستر على موقع ميوزك برينز (الإنجليزية)
- تشارلز باكستر على موقع قاعدة بيانات الفيلم (الإنجليزية)